# Ledereragrotis multifida
Ledereragrotis multifida là một loài bướm đêm trong họ Noctuidae.